# Vues historiques
 (juillet 2025).
Pour plus de détails, voir Fiche technique et Distribution.

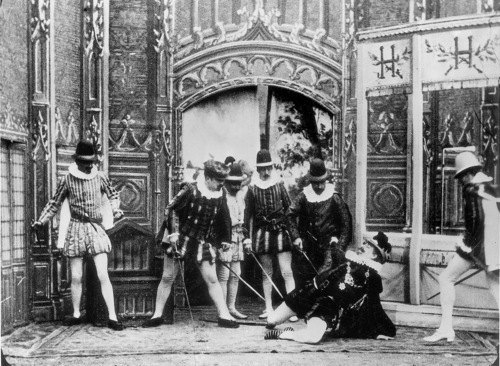
L'Assassinat du duc de Guise, une autre des Vues historiques (no 752).

Les Vues historiques ou Vues historiques et Scènes reconstituées sont une série de films français réalisés pour les frères Lumière en 1896-1897 (nos 744 à 752 au catalogue). Ces films historiques mettent en scène des épisodes de l'histoire de France principalement (à l'exception d'un film se déroulant dans la Rome antique), sous la forme de tableaux animés d'une minute environ. Ils sont fortement influencés par les tableaux d'histoire que les peintres avaient faites auparavant des événements reconstitués.

## Liste desVues historiques
- 744 : Signature du traité de Campo-Formio
- 745 : Les Dernières Cartouches
- 746 : Assassinat de Kléber
- 747 : Néron essayant des poisons sur des esclaves
- 748 : Mort de Robespierre
- 749 : Mort de Marat
- 750 : Entrevue de Napoléon et du pape
- 751 : Mort de Charles Ier
- 752 : L'Assassinat du duc de Guise